# Horní Domaslavice
Horní Domaslavice är en ort i Tjeckien. Den ligger i den östra delen av landet, 290 km öster om huvudstaden Prag. Horní Domaslavice ligger 311 meter över havet och antalet invånare är 565.
Terrängen runt Horní Domaslavice är platt åt nordväst, men åt sydost är den kuperad.Runt Horní Domaslavice är det ganska tätbefolkat, med 80 invånare per kvadratkilometer. Närmaste större samhälle är Ostrava, 20,0 km nordväst om Horní Domaslavice. Omgivningarna runt Horní Domaslavice är en mosaik av jordbruksmark och naturlig växtlighet.